# اچ‌ام‌اس سیگول (۱۸۰۵)
اچ‌ام‌اس سیگول (۱۸۰۵) (به انگلیسی: HMS Seagull (1805)) یک کشتی است که طول آن ۹۳ فوت ۱ ۱⁄۴ اینچ (۲۸٫۴ متر) می‌باشد. این کشتی در سال ۱۸۰۵ ساخته شد.